# Dècada del 1110

## Esdeveniments
- 1111-1121. Guerra Civil a Galícia, entre els partidaris d'Alfons VII de Castella i els d'Urraca de Castella i Pamplona.
- 1113. Pere Abelard obre la seva escola a París.
- 1119. L'Orde del Temple s'estableix a Jerusalem.

## Personatges destacats
- Enric V, emperador del Sacre Imperi Romanogermànic (1111-1125).